# Merb
Merb é um framework MVC que utiliza a linguagem Ruby. Baseado no conceito de modularidade visa prover um núcleo que abranja funcionalidades essenciais e deixe a maioria das outras necessidades ao cuidado de plugins. Foi desenvolvimento inicialmente por Ezra Zygmuntowicz após suas tentativas de transformar Ruby on Rails em thread-safe.
Merb é agnóstico na maioria das funcionalidades e permite que desenvolvedor escolha o ORM (Active Record, Datamapper e Sequel são suportados), as bibliotecas de JavaScript e o sistema de template.
No dia 23 de Dezembro de 2009 foi anunciado que o código do Merb e do Rails serão unidos para a versão 3.0 do Rails.